# Линия Дамуазо
Ли́ния Дамуазо́ (ли́ния Соколо́ва — Э́ллиса — Дамуазо́) — дугообразная линия верхней границы перкуторного притупления, характерная для экссудативного плеврита. Высшая точка линии Дамуазо обычно располагается на задней подмышечной линии, откуда граница перкуторной тупости понижается в обе стороны: и кзади (к позвоночнику), и кпереди (к грудине). Дугообразный характер расположения верхней границы экссудата (а следовательно, и границы перкуторной тупости) обусловлен наименьшим сопротивлением распространения экссудата именно в боковых частях плевральной полости. При изменении положения тела больного линия Дамуазо не смещается, так как над верхней границей экссудата происходит слипание между собой воспалённых листков плевры. По мере накопления плеврального выпота линия Дамуазо постепенно укорачивается и может не определяться при тотальном заполнении плевральной полости.
Рентгенологически линии Дамуазо соответствует граница затемнения, обусловленного жидкостью в плевральной полости.

## Практическое значение
Дугообразная граница перкуторной тупости позволяет на основании физикальных данных отдифференцировать экссудативный плеврит от состояний, характеризующихся одновременным скоплением в плевральной полости воздуха и жидкости (гидропневмоторакс, пиопневмоторакс), при которых граница перкуторной тупости располагается горизонтально.